# Mega (lloc web)
MEGA és el successor del servei d'arxius en el núvol Megaupload. El lloc web es va llançar el 19 de gener de 2013 a les 19:48 (UTC +1) per coincidir amb el primer aniversari del tancament de Megaupload per l'FBI. Segons el seu fundador, Kim Dotcom, Mega serà més ràpid, més gran i millor que el seu predecessor. Després que el país de Gabon va negar a la nova empresa el nom de domini me.ga, Dotcom anuncià que en el seu lloc es registraria a Nova Zelanda, on viu actualment, així deixant sense efecte la jurisdicció i abast dels Estats Units, de manera que finalment el nom de domini és mega.co.nz.

## Història
Mega va començar el 19 de gener de 2013. Kim Dotcom va anunciar a twitter que Mega va ser l'empresa amb un creixement més ràpid d'usuaris durant el seu inici en la història d'Internet amb més de 300.000 usuaris registrats durant les primeres hores. Els usuaris informaren que el registre va ser bastant lent a causa de la quantitat d'usuaris que intentaven accedir al lloc simultàniament.

## Encriptació de dades
Les dades del servei Mega que els usuaris pugen són encriptades mitjançant l'algoritme AES. Com a resultat, els pirates informàtics no poden accedir a les dades dels usuaris sense la clau d'encriptació. Mega tampoc pot disposar d'aquesta clau, per tant no poden revisar els arxius ni ser responsables del seu contingut. Algunes companyies, com estudis de cinema, tindran permís per eliminar qualsevol arxiu sospitós d'atemptar contra el seu material protegit amb drets d'autor. Dotcom ha declarat que si aquestes empreses volen fer ús d'aquesta eina, abans de rebre l'accés hauran de signar per no demandar Mega o per sostenir el lloc web responsable per les accions dels seus usuaris.

## Diferències respecte de Megaupload
- Els usuaris de Megaupload havien d'esperar-se 30 segons abans de baixar qualsevol arxiu. Això ja no passa a Mega.
- Els usuaris amb compte gratuït disposen de 50GB d'emmagatzematge lliure.[5]
- L'amplada de banda és limitada, des d'un fins a vuit TB per als usuaris amb compte de pagament. L'amplada de banda per a la resta d'usuaris encara no es coneix.